# Informacijsko doba
Informacijsko doba uslijedilo je nakon industrijskog doba, a u svom užem značenju odnosi se na razdoblje nakon 1972. g. koje obilježava brzina kretanja informacija koja je veća od brzine fizičkog kretanja. Njegova glavna odrednica je raspostranjenost informacijske tehnologije koja povećava brzinu i učinkovitost prijenosa informacija. 
U širem smislu, početak informacijskog doba podudara se s izumom telegrafa 1837., nakon čega je uslijedio razvoj čitavog niza uređaja čija je svrha bila obrada i prijenos informacija. Informacijsko doba svoj puni zamah doživljava pojavom osobnih računala 80-ih godina prošlog stoljeća i uspostavom globalne mreže. S ekonomskog stajališta možemo reći da nakon njega slijede razdoblja ekonomije znanja i tzv. neopipljive ekonomija koja iskorištava znanje, kreativnost i nove mogućnosti suradnje.

## Digitalna i ICT revolucija
Digitalna revolucija odnosi se na posljedice pada cijena digitalnih komunikacijskih uređaja te obuhvaća promjene u tehnologiji i društvu. Nastupila je 70-ih g. 20. st. izumom mikroprocesora, dok njen vrhunac započinje 90-ih smještanjem Interneta u privatnu sferu. Informacijska i komunikacijska tehnologija (ICT) obuhvaća računala, komunikacijsku opremu i s njima povezane usluge te se bavi proučavanjem informacijskog doba. Digitalna i ICT revolucija odvijale su se usporedno. Drugim riječima, analogni uređaji koji služe komunikaciji i prijenosu informacija prolaze kroz proces digitalizacije. Takvo povezivanje različitih usluga (telefonija, televizija, Internet itd.) u jedinstvenu digitalnu mrežu naziva se konvergencija. 
Osnovna pokretačka snaga informacijskog doba je Internet, koji omogućuje nove oblike komunikacije, poslovanja i učenja. Internet je plodno tlo za inovacije, a u svojim temeljima je demokratičan, jer svatko može biti autor sadržaja. Osobine digitalne tehnologije su integritet medija, integracija medija, fleksibilna interakcija, transakcije, mogućnost podešavanja alata, uređivanje tekstualnih, audio, vizualnih i video zapisa. 
Tri pojma koriste se za objašnjavanje brzog razvoja ICT-a: Mooreov zakon koji kaže kako se snaga mikročipova udvostručuje svaka 24 mjeseca; Metcalfeov zakon tvrdi da vrijednost mreže raste proporcionalno s brojem njezinih korisnika; internetsko vrijeme se odnosi na činjenicu da Internet omogućuje intenzivnije djelatnosti. Posljedice digitalizacije su olakšana komunikacija među ljudima i računalima, mogućnost obrade i pohrane svih vrsta zapisa te jeftiniji pristup znanju i informacijama.

## Informacijska ekonomija
U informacijskoj ekonomiji produktivnost i konkurentnost tvrtki ovisi o njihovoj mogućnosti stvaranja, obrade i primjene informacija utemeljenih na znanju, a oslanja se na intenzivnu uporabu informacijske tehnologije. Informacijska ekonomija je globalna, visoko produktivna i uključuje profit koji proizlazi iz brzine inovacija. Još neki od pojmova koji se odnose na istu pojavu, samo što naglašavaju različite aspekte jesu ekonomija znanja, nova i mrežna ekonomija. Utjecaj ICT revolucije očituje se u pojavi e-trgovine, tj. poslovnim transakcijama koje koriste elektroničku komunikaciju i digitalnu tehnologiju. S novom tehnološkom revolucijom došlo je do promjena na tržištu rada. Naime, sve su traženiji stručnjaci na području ICT usluga, tehnologije i informacijske ekonomije, ali i niz pružatelja intelektualnih usluga, kao što su odvjetnici, znanstvenici, profesori, novinari i dr. U ovom novom okružju neophodno će biti cijeloživotno učenje, koje će omogućiti upravo informacijska tehnologija.    

## Sociološki aspekti
Internet i digitalna tehnologija pružaju nove prilike za učenje, omogućuju pojedincima direktnu prodaju ideja, usluga ili proizvoda, pristup informacijama te zadovoljavanje emocionalnih i psiholoških potreba. Javljaju se tzv. virtualne zajednice utemeljene na zajedničkim interesima. S druge strane, vidljiva je i pojava otuđenja, najčešće unutar institucije obitelji, te ovisnosti o novim tehnologijama. Globalizacija podrazumijeva brisanje umjetnih granica slobodnim protokom dobara, usluga, kapitala, znanja i ljudi. Omogućile su ju niske cijene prijevoza i komunikacija, a potonje ukazuje na njenu povezanost s ICT revolucijom. Unatoč globalizaciji nemaju svi jednaku mogućnost pristupa informacijskoj tehnologiji i Internetu. Taj razdor između informacijski bogatih i informacijski siromašnih naziva se digitalna podjela.

## Zaključak
Unatoč pokušajima postavljanja u nekakav vremenski okvir, možemo reći kako informacijsko doba traje i danas. Njegova obilježja, ponajprije uporaba ICT-a i Interneta, prodiru u sve sfere života, od globalne politike i ekonomije pa sve do svakodnevne interakcije među pojedincima.